# Matt Lindland

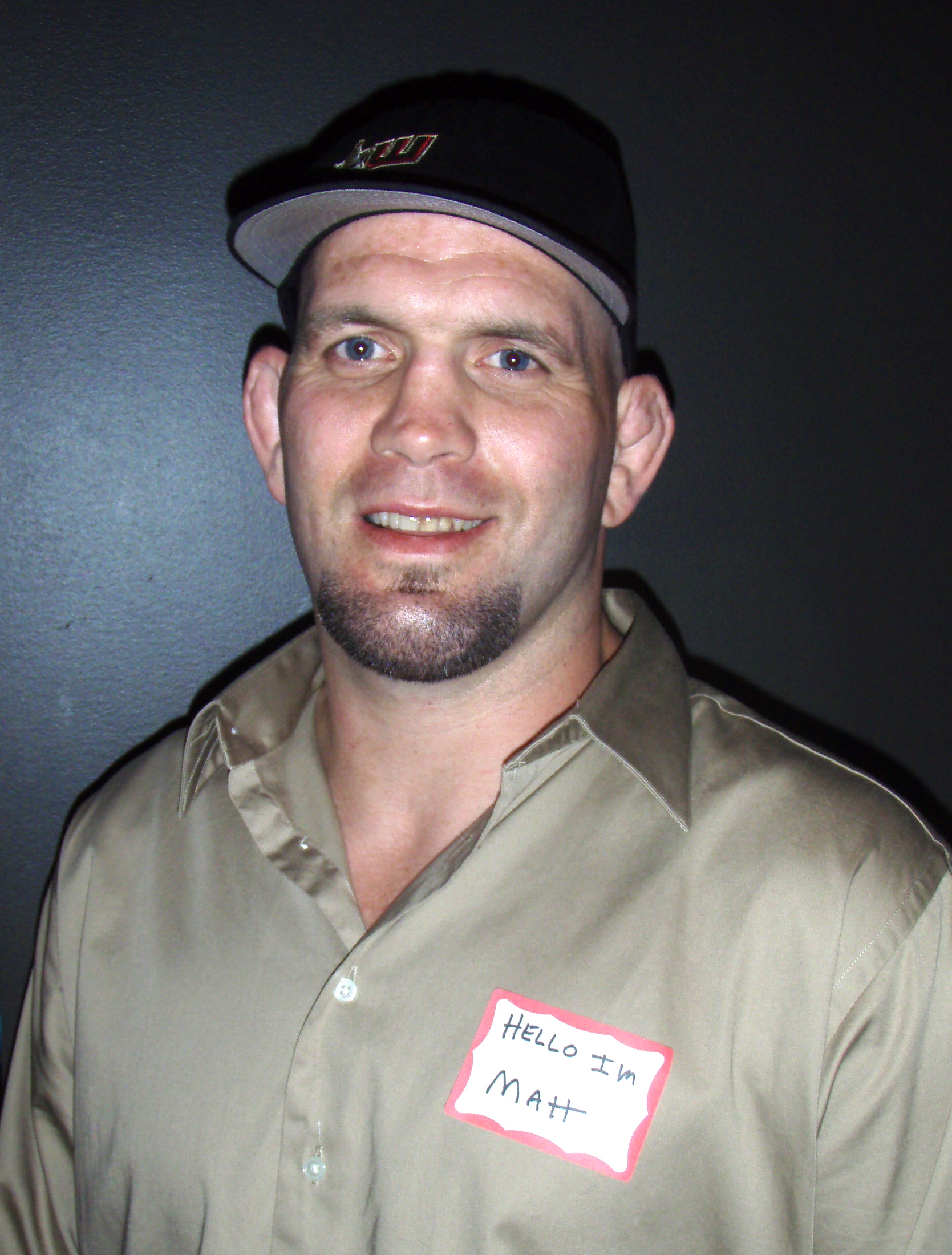
Matt Lindland (2008)

Matthew „Matt“ James Lindland (* 17. Mai 1970 in Oregon City, Oregon) ist ein ehemaliger US-amerikanischer Ringer und Mixed-Martial-Arts-Kämpfer.

## Werdegang

### Ringer
Matt Lindland begann am Clackamas Community College mit dem Ringen. Auch an der Nebraska State University, wohin der nach seiner Collegezeit wechselte, setzte er diesen Sport sehr erfolgreich fort. Er betätigte sich dabei in beiden Stilarten, griechisch-römischer Stil und freier Stil. 1992 wurde er erstmals US-amerikanischer Universitätsmeister im freien Stil. Ab 1994 startete für die Sunkist Kids in Phönix, einem der renommiertesten US-amerikanischen Ringervereine. Ab 1995 spezialisierte er sich mehr auf die griechisch-römische Stilart und wurde Mitglied der Nationalmannschaft. Seine internationale Karriere als Ringer begann Matt mit dem Sieg bei den Pan American Championships in Mexiko-Stadt im Jahre 1994, wo er im Weltergewicht, griechisch-römischer Stil, gewann.
Auch bei drei weiteren panamerikanischen Meisterschaften im griechisch-römischen Stil war Matt sehr erfolgreich. 1997 wurde er in San Juan/Puerto Rico hinter dem kubanischen Ausnahmeringer Filiberto Ascuy Aguilera zweiter Sieger, 1999 gewann er in Winnipeg vor Ascuy und 2000 gewann er diesen Titel in Cali/Kolumbien vor Nestor Almanza aus Kuba.
Im Jahr 1997 startete Matt in Breslau erstmals bei einer Weltmeisterschaft. Er belegte dort den für ihn enttäuschenden 17. Platz im Weltergewicht. Ausschlaggebend hierfür war eine Niederlage in der 1. Runde gegen den finnischen Routinier Marko Yli-Hannuksela. Viel besser lief es für ihn bei der Weltmeisterschaft 1998, als er den 6. Platz belegte. Im folgenden Jahr 1999 gab es für ihn bei der Weltmeisterschaft in Athen wieder einen gehörigen Rückschlag, denn er belegte nur den 24. Platz. Diesmal war er in der 1. Runde am türkischen Weltmeister Nazmi Avluca gescheitert.
Bei den Olympischen Spielen 2000 in Sydney stand ein Matt Lindland auf der Matte, der sich mit vier Siegen bis in das Finale durchkämpfte und erst in diesem gegen den Russen Murat Kardanow mit 0:3 Punkten unterlag.
Bei der Weltmeisterschaft 2001 in Patras gelang ihm ein ähnlicher Erfolg, denn er stand wieder im Endkampf, in dem er aber gegen Muchran Wachtangadse aus Georgien mit 1:2 Punkten unterlag.
Nach den Weltmeisterschaften 2001 betätigte sich Lindland als professioneller Mixed-Martial-Arts-Kämpfer.

### Mixed Martial Art
Seine ersten MMA-Kämpfe bestritt Lindland im Jahr 1997, unter anderem für die IFC. Im Dezember 2000 trat er zum ersten Mal in der Ultimate Fighting Championship an, wo er bis im August 2005 zwölf Kämpfe bestritt. Nach Verpflichtungen bei weiteren Veranstaltern ging er im Dezember 2009 zu Strikeforce, wo er bis im Dezember 2010 zweimal verlor und einmal gewann. Zu diesem Zeitpunkt betrug seine MMA-Kampfbilanz 22 Siege und acht Niederlagen.

## Internationale Erfolge
(OS = Olympische Spiele, WM = Weltmeisterschaft, F = freier Stil, GR = griechisch-römischer Stil, We = Weltergewicht, Mi = Mittelgewicht, damals bis 74/76 kg bzw. 85 kg Körpergewicht)
- 1994, 1. Platz, Pan American Championships in Mexiko-Stadt, GR, We, vor Alberto Hernandez Rodriguez, Kuba und Gonzalo Gaston Pelaez, Argentinien;
- 1995, 2. Platz, World-Cup-Turnier, GR, We, hinter Filiberto Ascuy Aguilera, Kuba und vor Andrej Saenko, Russland, Ruslam Jumabekow, Kasachstan, Erik Hahn und Konstantin Schneider, bde. Deutschland;
- 1996, 1. Platz, World-Cup-Turnier in Colorado Springs, GR, We, vor Filiberto Ascuy Aguilera, Kim Jin-Soo, Korea und Andrej Saenko;
- 1997, 2. Platz, Pan American Championships in San Juan/Puerto Rico, GR, We, hinter Filiberto Ascuy Aguilera und vor Elias Antonio Marcano, Venezuela und Leigh Vierling, Kanada;
- 1997, 17. Platz, WM in Breslau, GR, We, Sieger: Marko Yli-Hannuksela, Finnland vor Tamás Berzicza, Ungarn und Yvon Riemer, Frankreich;
- 1998, 6. Platz, WM in Gävle, GR, We, hinter Bachtiar Baiseitow, Kasachstan, Filiberto Ascuy Aguilera, Nazmi Avluca, Türkei, Murat Kardanow, Russland und Levan Geghamyan, Armenien;
- 1999, 1. Platz, Pan American Games in Winnipeg, GR, We, vor Filiberto Ascuy Aguilera und Rudolfo Hernandez Vasquez, Mexico;
- 1999, 24. Platz, WM in Athen, GR, We, Sieger: Nazmi Avluca vor Yvon Riemer und Dimitrios Avramis, Griechenland;
- 2000, 3. Platz, Olympia-Qualif.-Turnier in Taschkent, GR, We, hinter Kim Jin-Soo und Ewgeni Erofailow, Usbekistan und vor Artur Michalkiewicz, Polen und Kwitscha Bichinaschwili, Aserbaidschan;
- 2000, 1. Platz, Olympia-Qualif.-Turnier in Alexandria, GR, We, vor Ewgeni Erofailow, Bachtiar Baiseitow und Ahmed Fahme, Ägypten;
- 2000, 1. Platz, Pan American Championships in Cali/Kolumbien, GR, We, vor Nestor Almanza, Kuba und Jean Ramirez, Venezuela;
- 2000, Silbermedaille, OS in Sydney, GR, We, hinter Murat Kardanow und vor Marko Yli-Hannuksela, David Manukyan, Ukraine, Kim Jin-Soo und Ara Abrahamian, Schweden;
- 2001, 2. Platz, WM in Patras, GR, Mi, hinter Muchran Wachtangadse, Georgien und vor Oleksandr Darahan, Ukraine, Alexander Menschtschikow, Russland, Sándor Bárdosi, Ungarn und Martin Lidberg, Schweden

## USA-Meisterschaften
Matt Lindland wurde 1992 und 1994 US-amerikanischer Universitäts-Meister im freien Stil im Weltergewicht und 1995 und 1998 US-amerikanischer Meister im griechisch-römischen Stil, ebenfalls im Weltergewicht.

## Dokumentarfilm
- Emily Vahey: Fighting Politics (2009) Dokumentarfilm über Matt Lindland.[2]